# Dean Edwards
Dean Edwards, född 30 juli 1970, är en amerikansk skådespelare och ståuppkomiker.